# Ángel García Ronda
Ángel García Ronda (San Sebastián, 18 de octubre de 1939) es un político, economista y escritor español, militante del Partido Socialista de Euskadi-Euskadiko Ezkerra hasta septiembre de 2023. Ha sido Diputado del Congreso durante cuatro legislaturas (1982-1996).

## Biografía
Ángel García Ronda es natural de la ciudad de San Sebastián (País Vasco), donde nació en 1939. De formación académica es economista y licenciado en Historia. Se desempeñó laboralmente en la empresa privada como asesor, auditor y censor jurado de cuentas. En 1976 accedió al puesto de profesor interino de Régimen Fiscal de la Empresa en la Escuela Universitaria de Ciencias Empresariales de San Sebastián; escuela que quedaría integrada unos pocos años después en la Universidad del País Vasco. Su labor política le desvinculó posteriormente de la docencia universitaria y de la actividad auditora. Está casado y tiene una hija. Es presidente del Ateneo Guipuzcoano.

## Trayectoria política
En 1977 se afilió al PSE-PSOE. Durante la Transición Española fue miembro del Consejo General Vasco, órgano preautonómico que precedió al Gobierno Vasco. Durante el primer Consejo General Vasco, presidido por su compañero de partido Ramón Rubial, entre febrero de 1978 y mayo de 1979, fue director de Bellas Artes y Promoción Cultural. En el segundo Consejo General Vasco (junio de 1979-abril de 1980), bajo la presidencia de Carlos Garaikoetxea, fue Consejero de Administración Local. Durante este periodo fue miembro de la comisión mixta de transferencias entre el estado y la comunidad autónoma del País Vasco.
En las elecciones generales de 1982 fue elegido como Diputado del Congreso por el PSE-PSOE en la circunscripción de Guipúzcoa. Sería reelegido en otras tres ocasiones más, permaneciendo 14 años en el puesto hasta 1996. Paralelamente desempeñó cargos de relevancia en su partido político, como miembro de la comisión ejecutiva del partido en Guipúzcoa, miembro del comité nacional de Euskadi del PSE-EE y presidente del partido en San Sebastián.
Desde 1996 García Ronda ha tenido un perfil político más discreto. Aunque no ha ocupado cargos públicos; ha seguido militando en el PSE-EE/PSOE y formando parte de las ejecutivas locales y regionales del partido. Por ejemplo, en 2008 fue reelegido miembro de la Comisión Ejecutiva del PSE-EE/PSOE en Guipúzcoa como responsable de economía, empleo e industria.  (enlace roto disponible en Internet Archive; véase el historial, la primera versión y la última).. También ha sido compromisario del PSE-EE/PSOE en la caja de ahorros Kutxa y representante de su partido en el Consejo Vasco del Movimiento Europeo, entre otros cargos.

## Trayectoria literaria
Paralelamente a su labor política y su profesión como economista, García Ronda es conocido por su faceta como escritor e intelectual. 
Como escritor ha publicado dos libros de poemas, dos novelas, un libro de relatos y tres ensayos, así como numerosos artículos y críticas en periódicos y revistas. Ha sido articulista en El Diario Vasco de San Sebastián y crítico literario en Tribuna Vasca de Bilbao.
Su primera obra publicada fue la novela La levadura, que salió a la luz en 1979, un análisis sobre el origen de la violencia etarra escrita en plena efervescencia de la Transición política. Suele considerarse una de las novelas más destacadas escritas en castellano en el País Vasco durante la época. En el plano de la narrativa publicaría también la novela Garibaldi está cansado en 1989. Sus obras de narrativa se completan con el libro de relatos Las Soledades, publicado en 1995.
En el plano de la poesía ha publicado dos antologías: El río (1994) y Las fatigas del metal (2005).
Como ensayista ha tocado diversos temas: La transformación de la foralidad guipuzcoana (1837-1844) (1991), es una obra dedicada al estudio del régimen foral vasco durante el siglo XIX. En 1998 publica un ensayo sobre la obra de su amigo el escritor Raúl Guerra Garrido, que sería Premio Nacional de las Letras Españolas en 2006. Su última obra es La respuesta (2006), una reflexión sobre el conflicto vasco, construida sobre la base de una epístola . Esta última obra fue finalista de los Premios Euskadi de Literatura. 
Además de sus libros publicados ha participado en numerosos concursos literarios. Ha ganado el Premio de Cuentos Ciudad de San Sebastián en una ocasión, ha sido finalista del Premio Nadal y del Premio Lope de Vega, y ganador del Premio Manuel Alonso de Ensayo sobre Teatro. Fue cofundador de las revistas literarias Kurpil y Kantil de las décadas de 1960 y 1970 y es Presidente del Ateneo de San Sebastián, (también conocido como Ateneo Guipuzcoano ) y miembro del Patronato del Museo de San Telmo.

### Obras publicadas
- La levadura. Zero (1979).
- Garibaldi está cansado : novela. La Primitiva Casa Baroja (1989).
- La transformación de la foralidad guipuzcoana (1837-1844). Fundación Kutxa Ediciones y Publicaciones (1990).
- El río. Institución Gran Duque de Alba (1994).
- Las soledades. Grupo Unido de Proyectos y Operaciones (1995).
- Breve parte de Guerra : las novelas de Raúl Guerra Garrido. Huerga y Fierro Editores (1998).
- Las fatigas del metal. Huerga y Fierro Editores (2005).
- La respuesta. Del Taller de Mario Muchnik (2006).

- Datos: Q9098299